# Podregion Kemi–Tornio
Podregion Kemi–Tornio (fiń. Kemi–Tornion seutukunta) – podregion w Finlandii, w regionie Laponia.
W skład podregionu wchodzą gminy:
- Kemi,
- Keminmaa,
- Simo,
- Tervola,
- Tornio.